# Gulnara Nolan
Pour les articles homonymes, voir Huseynov et Nolan.
Gulnara Nolan (née Huseynova) est une économiste néo-zélandaise et azerbaïdjanaise. Elle est connue pour ses contributions et publications dans le domaine de l'économie.

## Biographie
Gulnara Nolan est titulaire d'un doctorat en économie de l'Université Ca' Foscari de Venise et d'un Master en économie et finance.
Gulnara Nolan fait partie de l'équipe de recherche économique de la Banque de réserve d'Australie. Elle a précédemment occupé des postes à la banque de réserve de  Nouvelle-Zélande, au Trésor néo-zélandais et au ministère des Affaires, de l'Innovation et de l'Emploi en Nouvelle-Zélande.

## Publications
- King A, G Huseynli and N MacGibbon (2018) de Gulnara Nolan

- Taxation, user cost of capital and investment behaviour of New Zealand firms (2021) de Gulnara Nolan et Matt Nolan[2]